# Eugen av Württemberg

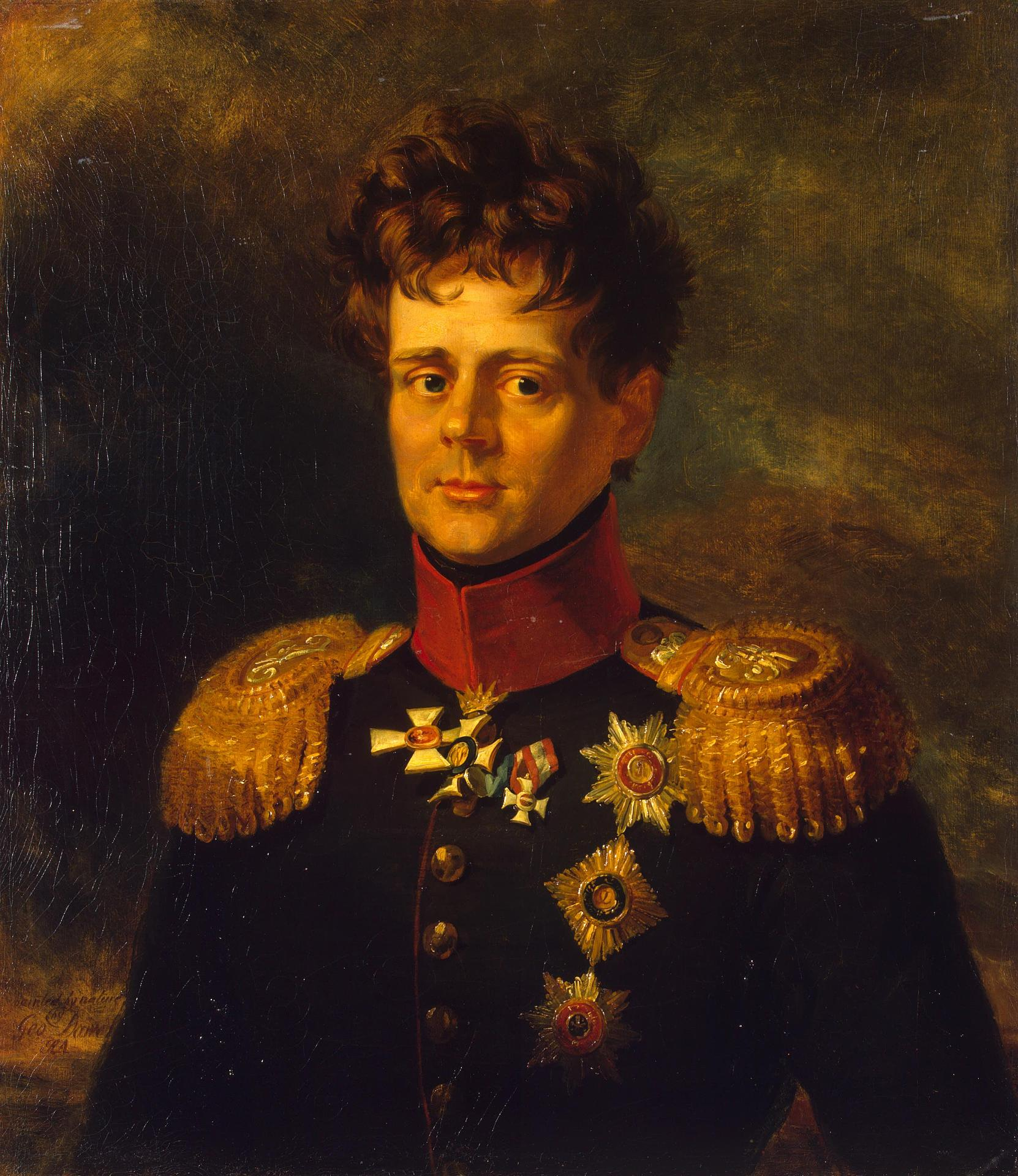
Eugen av Württemberg

Eugen av Württemberg, hertig av Württemberg, född 8 januari 1788 i Oels, död 16 september 1857 i Bad Karlsruhe, Schlesien, son till Eugen Fredrik av Württemberg.¨
Han tjänstgjorde först tillsammans med fadern i den preussiska armén men tog sig sedan till Ryssland, där hans farbror Alexander Fredrik av Württemberg innehade höga poster inom armén. 
Eugen blev som nära släkting till kejsar Paul redan 1798 rysk generalmajor, men råkade efter Pauls mord i en viss onåd och inträdde först 1806 i rysk aktiv tjänst. Under 1812 års fälttåg var Eugen fördelningschef och utmärkte sig särskilt i Slaget vid Smolensk. I 1813 års fälttåg tog Eugen, nu generalläjtnant en betydande del, särskilt de strider efter slaget vid Dresden, som ledde till Dominique Vandammes nederlag. Paris snabba erövring 1814 var till stor del Eugens förtjänst, och han utnämndes av kejsar Alexander till general av infanteriet. I hovkretsar var Eugen aldrig populär, och hans insatser kom länge att förbli obeaktade.
Han gifte sig första gången 1817 med Mathilde av Waldeck-Pyrmont (1801-1825), dotter till Georg I av Waldeck-Pyrmont. Han gifte sig för andra gången 1827 med Helene av Hohenlohe-Langenburg (1807-1880). 

## Barn
- Marie Alexandrine (1818-1888), gift med Karl av Hessen-Philippsthal
- Eugen Wilhelm av Württemberg (1820-1875), gift med Mathilde av Schaumburg-Lippe
- Wilhelm Alexander (f. och d. 1825)
- Wilhelm (1828-1896), österrikisk officer m.m.
- Alexandrine-Mathilde (1829-1913)
- Nikolaus av Württemberg (1833-1903), gift med sin brorsdotter Wilhelmine av Württemberg
- Agnes (1835-1886), gift med Heinrich XIV av Reuss